# Réuniongås
Réuniongås (Alopochen kervazoi) är en utdöd fågel i familjen änder inom ordningen andfåglar.

## Utbredning och systematik
Réuniongåsen förekom som namnet avslöjar på ön La Réunion i Indiska oceanen. Dess närmaste nu levande släkting är nilgås (A. aegyptiaca) och beskrevs så sent som 1994 utifrån benlämningar insamlade 1974. Gäss finns också skildrade i reserapporter från ön, den senaste från 1671–72.

## Kännetecken
Dubois (1674) noterar "vilda gäss, något mindre än de europeiska gässen. De har samma befjädring, men med näbb och fötter röda”. De skilde sig från nilgåsen genom kraftigare ben och kortare högre näbb.

## Utdöende
Jakt tros vara främsta orsaken till artens utdöende; i Dubois skildring beskrivs att "de är mycket goda". Invasiva predatorer kan också ha utgjort ett hot mot dess ägg och ungar.

## Namn
Fågelns vetenskapliga artnamn hedrar Bertrand Kervazo, den franska paleontologen som samlade in benlämningarna 1974.